# دالیان ایرلاینز
دالیان ایرلاینز (به انگلیسی: Dalian Airlines) یک شرکت هواپیمایی با کد یاتا CA است که در تاریخ ۲۰۱۱ میلادی تأسیس شده و در تاریخ ۲۶ دسامبر ۲۰۱۱ فعالیتش را آغاز کرده‌است. دفتر مرکزی دالیان ایرلاینز در دالیان، لیائونینگ، جمهوری خلق چین واقع شده‌است و به ۵ مقصد، پرواز مستقیم انجام می‌دهد.